# Pyrestes forticornis
Pyrestes forticornis là một loài bọ cánh cứng trong họ Cerambycidae.